# Slovakiets Superliga
Slovakiets Superliga (også kendt som Corgoň Liga af sponsorgrunde) er den bedste fodboldrække i Slovakiet for herrer.

## Mestre og cupvindere
| Sæson   | Vinder              | 2. plads                 | 3. plads                 | Cupvinder             |
| ------- | ------------------- | ------------------------ | ------------------------ | --------------------- |
| 1993–94 | Slovan Bratislava   | Inter Bratislava         | Dunajska Streda          | Slovan Bratislava     |
| 1994–95 | Slovan Bratislava   | 1. FC Košice             | Dukla Banská Bystrica    | Inter Bratislava      |
| 1995–96 | Slovan Bratislava   | 1. FC Košice             | Spartak Trnava           | Chemlon Humenne       |
| 1996–97 | 1. FC Košice        | Spartak Trnava           | Slovan Bratislava        | Slovan Bratislava     |
| 1997–98 | 1. FC Košice        | Spartak Trnava           | Inter Bratislava         | Spartak Trnava        |
| 1998–99 | Slovan Bratislava   | Inter Bratislava         | Spartak Trnava           | Slovan Bratislava     |
| 1999-00 | Inter Bratislava    | 1. FC Košice             | Slovan Bratislava        | Inter Bratislava      |
| 2000–01 | Inter Bratislava    | Slovan Bratislava        | MFK Ružomberok           | Inter Bratislava      |
| 2001–02 | MŠK Žilina          | Matador Púchov           | Inter Bratislava         | Koba Senec            |
| 2002–03 | MŠK Žilina          | Artmedia Bratislava      | Slovan Bratislava        | Matador Púchov        |
| 2003–04 | MŠK Žilina          | Dukla Banská Bystrica    | MFK Ružomberok           | Artmedia Bratislava   |
| 2004–05 | Artmedia Bratislava | MŠK Žilina               | Dukla Banská Bystrica    | Dukla Banská Bystrica |
| 2005–06 | MFK Ružomberok      | Artmedia Bratislava      | Spartak Trnava           | MFK Ružomberok        |
| 2006–07 | MŠK Žilina          | Artmedia Bratislava      | Slovan Bratislava        | FC ViOn Zlaté Moravce |
| 2007–08 | Artmedia Bratislava | MŠK Žilina               | FC Nitra                 | Artmedia Bratislava   |
| 2008–09 | Slovan Bratislava   | MŠK Žilina               | Spartak Trnava           | MFK Košice            |
| 2009–10 | MŠK Žilina          | Slovan Bratislava        | Dukla Banská Bystrica    | Slovan Bratislava     |
| 2010–11 | Slovan Bratislava   | FK Senica                | MŠK Žilina               | Slovan Bratislava     |
| 2011–12 | MŠK Žilina          | Spartak Trnava           | Slovan Bratislava        | MŠK Žilina            |
| 2012–13 | Slovan Bratislava   | FK Senica                | FK AS Trenčín            | Slovan Bratislava     |
| 2013–14 | Slovan Bratislava   | FK AS Trenčín            | FC Spartak Trnava        | MFK Košice            |
| 2014–15 | FK AS Trenčín       | MŠK Žilina               | Slovan Bratislava        | FK AS Trenčín         |
| 2015–16 | FK AS Trenčín       | Slovan Bratislava        | Spartak Myjava           | FK AS Trenčín         |
| 2016–17 | MŠK Žilina          | Slovan Bratislava        | MFK Ružomberok           | Slovan Bratislava     |
| 2017–18 | FC Spartak Trnava   | Slovan Bratislava        | DAC 1904 Dunajská Streda | Slovan Bratislava     |
| 2018–19 | Slovan Bratislava   | DAC 1904 Dunajská Streda | MFK Ružomberok           | FC Spartak Trnava     |
| 2019-20 | Slovan Bratislava   | Zilina                   | DAC 1904 Dunajská Streda | Slovan Bratislava     |
| 2020-21 | Slovan Bratislava   | DAC 1904 Dunajská Streda | Spartak Trnava           | Slovan Bratislava     |
| 2021-22 | Slovan Bratislava   | Ruzomberok               | Spartak Trnava           | Spartak Trnava        |
| 2022-23 | Slovan Bratislava   | DAC 1904 Dunajská Streda | Spartak Trnava           | Spartak Trnava        |
| 2023-24 | Slovan Bratislava   | DAC 1904 Dunajská Streda | Spartak Trnava           | Ruzomberok            |

## Topscorere
| År   | Antal    | Spiller                                         | Klub                                      |
| ---- | -------- | ----------------------------------------------- | ----------------------------------------- |
| 1994 | 19 mål   | Pavol Diňa                                      | DAC Dunajska Streda                       |
| 1995 | 18 mål   | Robert Semenik                                  | Dukla Banská Bystrica                     |
| 1996 | 29 mål   | Robert Semenik                                  | FC Košice                                 |
| 1997 | 22 mål   | Jozef Kožlej                                    | FC Košice                                 |
| 1998 | 17 mål   | Ľubomír Luhový                                  | Spartak Trnava                            |
| 1999 | 19 mål   | Martin Fabuš                                    | Dukla Trenčín                             |
| 2000 | 16 mål   | Szilárd Németh                                  | Inter Bratislava                          |
| 2001 | 23 mål   | Szilárd Németh                                  | Inter Bratislava                          |
| 2002 | 21 goals | Marek Mintál                                    | MŠK Žilina                                |
| 2003 | 20 mål   | Marek Mintál Martin Fabuš                       | MŠK Žilina Laugaricio Trenčín, MŠK Žilina |
| 2004 | 17 mål   | Roland Števko                                   | MFK Ružomberok                            |
| 2005 | 22 mål   | Filip Šebo                                      | Artmedia Petržalka                        |
| 2006 | 21 mål   | Róbert Rák Erik Jendrišek                       | FC Nitra MFK Ružomberok                   |
| 2007 | 16 mål   | Tomáš Oravec                                    | Artmedia Petržalka                        |
| 2008 | 17 mål   | Ján Novák                                       | MFK Košice                                |
| 2009 | 15 mål   | Pavol Masaryk                                   | ŠK Slovan Bratislava                      |
| 2010 | 18 mål   | Róbert Rák                                      | FC Nitra                                  |
| 2011 | 22 mål   | Filip Šebo                                      | ŠK Slovan Bratislava                      |
| 2012 | 18 mål   | Pavol Masaryk                                   | MFK Ružomberok                            |
| 2013 | 16 mål   | David Depetris                                  | AS Trenčín                                |
| 2014 | 14 mål   | 🇸🇰 Tomás Malec                                  | AS Trencín                                |
| 2015 | 19 mål   | 🇭🇷 Matej Jelic 🇨🇿Jan Kalabiska                  | Zilina Senica                             |
| 2016 | 17 mål   | 🇨🇼 Gino Ronald Van Kassel                       | AS Trencin                                |
| 2017 | 20 mål   | 🇸🇰 Filip Hlohovsky 🇬🇳 Seydouba Guinéenne Soumah | Zilina Slovan Bratislava                  |
| 2018 | 14 mål   | 🇨🇼 Rangelo Maria Janga Curacao                  | AS Trencin                                |
| 2019 | 19 mål   | 🇸🇮 Andraz Sporar                                | Slovan Bratislava                         |
| 2020 | 12 mål   | 🇸🇮 Andraz Sporar                                | Slovan Bratislava                         |
| 2021 | 13 mål   | 🇸🇰 Filip Balaj                                  | Zlate Moravce                             |
| 2022 | 10 mål   | 🇸🇰 Jakub Kadák                                  | AS Trencin                                |
| 2023 | 13 mål   | 🇸🇰 Róbert Polievka                              | Banská Bystric                            |
| 2024 | 11 mål   | 🇸🇰 Róbert Polievka                              | Banská Bystric                            |